# Кортандоне
Кортандоне (итал. Cortandone) је насеље у Италији у округу Асти, региону Пијемонт.
Према процени из 2011. у насељу је живело 79 становника. Насеље се налази на надморској висини од 210 м.

## Становништво
| 1936. | 1951. | 1961. | 1971. | 1981. | 1991. | 2001. | 2011. |
| ----- | ----- | ----- | ----- | ----- | ----- | ----- | ----- |
| 531   | 446   | 329   | 272   | 245   | 253   | 290   | 323   |